# Verb inacusatiu
En lingüística, un verb inacusatiu és un verb intransitiu que selecciona un argument amb el paper semàntic de pacient o tema. És a dir, un subjecte gramatical que semànticament s’interpreta com un complement directe. En altres paraules, el subjecte no inicia activament (o no és activament responsable de fer) l'acció expressada pel verb. El subjecte d'un verb inacusatiu és semànticament similar a l'objecte directe d'un verb transitiu o al subjecte d'un verb en veu passiva. Com els primers, ocupa sovint una posició postverbal (Ha arribat molta gent), pot formar part de construccions de participi absolut (Una vegada arribats els convidats, van començar la festa) i admet la pronominalització per en (De trens, n'han arribat tres). Com els subjectes, concorda amb el verb en nombre i persona.
En català tenim exemples com «ha arribat un cosí meu»; «la finestra es va trencar». En aquestes frases, l'acció (arribar, trencar) es considera una cosa que li passa al subjecte, més que no pas una acció iniciada o causada pel subjecte. Semànticament, el mot cosí en la frase «ha arribat un cosí meu» fa una funció similar a la que fa en una frase transitiva com ara «van portar un cosí meu», o la seva forma passiva «un cosí meu va ser portat». Són anomenats inacusatius perquè tot i que el subjecte té la funció semàntica d'un pacient, no se li assigna cas acusatiu. Els verbs inacusatius contrasten amb els verbs inergatius, com córrer o rondinar, que descriuen accions voluntàriament iniciades pel subjecte.